# Phare d'Armand
Le phare d'Armand également appelé phare de Camiers, phare des dunes de Camiers ou phare ou feu du Lornel, est un ancien phare situé sur la rive droite de l'embouchure de la Canche dans la commune de Camiers dans le département du Pas-de-Calais et la région des Hauts-de-France. Ce phare porte le nom de son premier gardien, François Ramet surnommé le père Armand.

## Historique
Le premier phare date de 1805. Il s'agit d'une tourelle en maconnerie qui, détruite par une tempête en 1863, et remplacée la même année par un feu fixe blanc sur une construction métallique. 
L'évolution permanente de la baie et de son chenal, oblige à le repositionner sur les dunes de Camiers, rive droite de la Canche. En 1874, deux tourelles métalliques, d'une hauteur de 10,20 m, distantes de 730 m sont construites et mises en service la même année. En 1891, le feu Est est éteint et transféré à Dunkerque. 
En 1891, le feu est transféré dans une tour carrée avec corps de logis en maçonnerie de même hauteur que le précédent. En 1904, le feu est automatisé. En 1932, mise en place d'un feu à secteurs blanc et rouge à occultations toutes les six secondes avec une portée de huit milles pour le secteur blanc et de six milles pour le rouge.
Lors de la Seconde Guerre mondiale, en août 1944, il est détruit par les Allemands. Un phare provisoire est reconstruit en novembre 1944. 
En août 1956, le phare est reconstruit sur le même emplacement. En juin 1960, un nouveau pylone de couleur rouge est installé. En 1965, le phare est équipé d'un feu à trois secteurs, d'une portée de dix milles pour le secteur blanc et de sept milles pour le rouge et le vert, avec deux occultations toutes les six secondes.
Le phare est récupéré, en 2023, par la municipalité auprès du service public des phares et balises et installé sur le rond-point de l'entrée nord de la commune, sur la D 940. Une plaquette, située à proximité du rond-point, donne l'historique du phare,,.